# La Quebrada
La Quebrada es un acantilado de 45 metros de altura, con un canal de siete metros de ancho y cuatro de profundidad, está situado en el puerto de Acapulco, Guerrero, en el sur de México, el cual se creó al dinamitar un cerro. Allí se hacen desde 1934 los famosos clavados  realizados por jóvenes del puerto que en ocasiones lo escalan con una antorcha encendida. Su peligro radica en que el clavadista debe calcular el momento en que la ola haga que el nivel del mar sea más alto, ya que de lo contrario sería una muerte segura debido al impacto contra las rocas del fondo, situadas a poca profundidad cuando baja el nivel del mar debido al oleaje.

## Historia
Debido a la orografía del puerto, se concentraba un calor intenso provocando enfermedades en la población tales como el cólera y el escorbuto por lo que el doctor de la Corona española Francisco Javier Balmis propuso un proyecto para abrir en la zona un canal que permitiera airear el centro de la ciudad, llamándolo “Abra de San Nicolás”.  En 1799 se comenzaron la obras, pero quedó inconcluso debido a la falta de recursos económicos.
Fue hasta el año de 1876 cuando el coronel José María Lopetegui continuó con las obras para abrir una brecha que sirviera de ventilación para el puerto.  Los soldados a su mando removieron varios millares de metros cúbicos de roca, labor que se califica heroica por el fin que se perseguía a favor de la población. Pero nuevamente la obra fue suspendida; la falta de recursos frenaron el avance en un terreno difícil, se pararon los arduos trabajos, quedando como se le conoce y de ahí el nombre: “La Quebrada”.
En una de las paredes del acantilado hay un camino con un barandal, y un restaurante, además de un mirador, desde donde se puede ver a los clavadistas, incluso a pelícanos haciendo lo mismo para atrapar peces que habitan en la zona .

## Clavados
Desde el año 1934, como una diversión, jóvenes descubrieron cómo tirarse un clavado desde las alturas en ese lugar. Se lanzan a un precipicio hacia las olas que se estrellan a 45 metros más abajo, a una poza de profundidad que no llega a cuatro metros. Más tarde se comercializó esta hazaña que asombra a todos los visitantes del país, y de todo el mundo.
El espectáculo da inicio desde el ascenso del clavadista, por entre las hendiduras naturales del acantilado, hasta lograr el punto más alto, lugar donde se ubica su santuario; posteriormente a su ritual, pasan situarse a una pequeña plataforma a una altura de 35 metros, en la cual el clavadista debe calcular el movimiento de las olas, la marea y el viento, escogiendo el momento adecuado para lanzarse al vacío; el clavadista hace contacto con el agua en un tiempo de 3 segundos a una gran velocidad.
Este show se puede presenciar por la tarde, aprovechando la puesta del sol, y al anochecer, con una iluminación especial, donde los clavadistas se lanzan de uno, o en tres a la vez, con antorchas, para darle mayor realce. Las exhibiciones toman lugar a la 1:00, 7:00, 8:00, 9:00 y a las 10:00 p. m.
Para venir a dar un clavado, debe ir con traje de baño, en los hombres la mayoría van con bikini o algunos van con traje de baño deportivo.

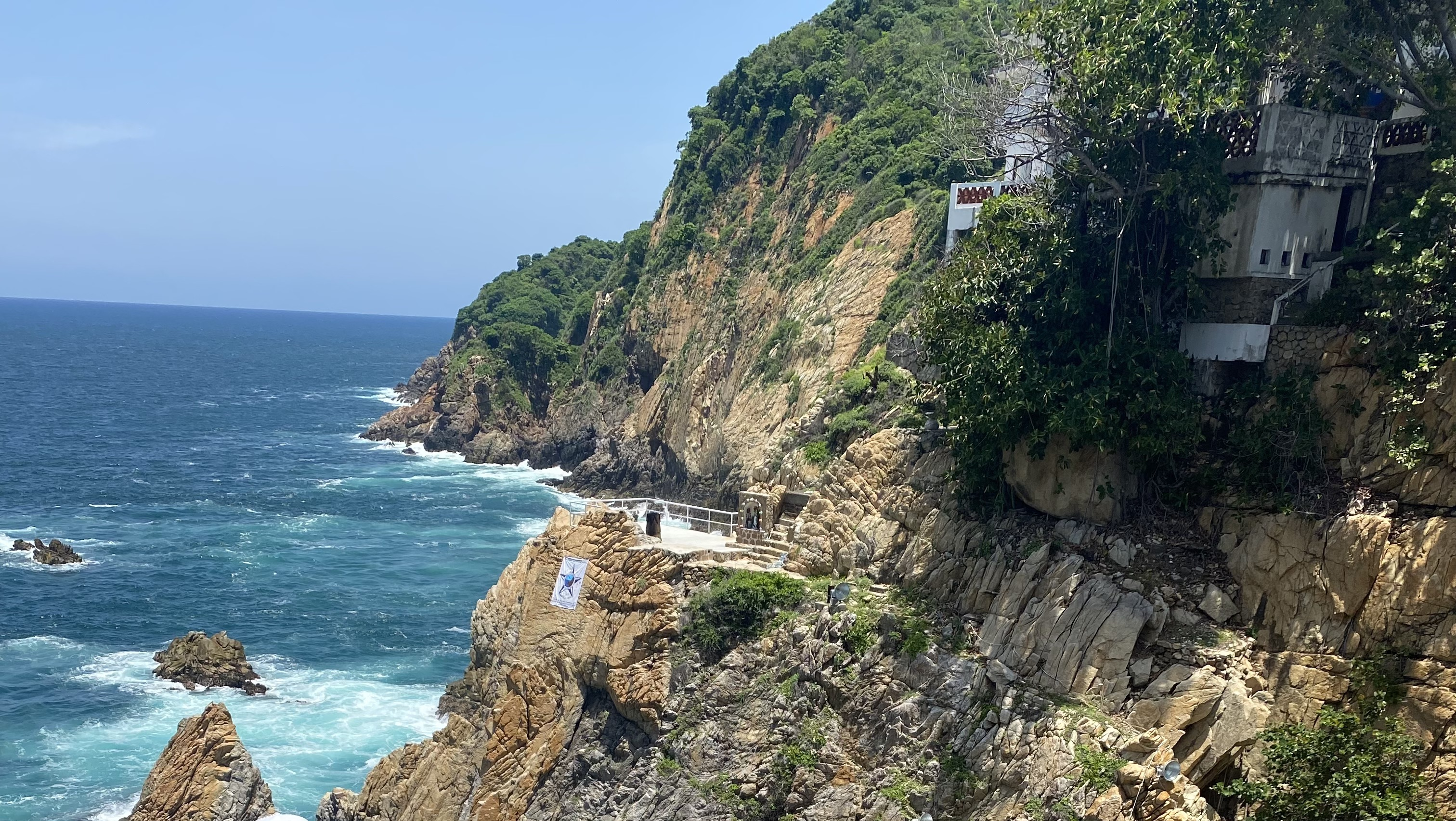
Foto Panorámica de La Quebrada, Acapulco, Gro.

### Campeonato Mundial
En este sitio se realiza el Campeonato Mundial de clavados de Altura, el cual lleva el nombre de   Raul Garcia, “el Chupetas”, como reconocimiento a uno de los clavadistas más destacados de este lugar ; reúne a clavadistas provenientes de diferentes países. También se desarrollan los clavados de exhibición, con diversos grados de dificultad, y una ronda de clavados sincronizadas.